# Us Weekly
Us Weekly (anteriormente Us) é uma revista semanal de celebridades e entretenimento sediada na cidade de Nova Iorque. A Us Weekly foi fundada em 1977 pela The New York Times Company, que a vendeu em 1980. Atualmente, o diretor de conteúdo da American Media, Dylan Howard, supervisiona a publicação.
A Us Weekly aborda tópicos que vão desde relacionamentos de celebridades até as últimas tendências em moda, beleza e entretenimento. Em 2017, sua circulação paga atingiu em média mais de 1,95 milhão de cópias semanais e leitores totais de mais de 50 milhões de consumidores.